# トゥイシ
トゥイシは、沖縄県八重山郡与那国町与那国島西端の西崎北北西にある岩礁。北緯24度27分05秒、東経122度55分57秒に位置し、日本最西端の地点となっている。

## 概要
この岩の存在は古くから知られており、1702年（元禄15年）の『元禄国絵図』にも、トゥイシの位置に岩のようなものが描かれている。また、地元では漁船が帰港する際の目印にもされてきた。「トゥイシ」という名称は、地元で使われてきたものであるが、その由来には「とがった石」や刃物を磨く「砥石」など諸説がある。西崎ハナレの名で呼ばれる磯釣りの好スポットでもある。
西崎に立つ西埼灯台には、この岩を照射する西埼北西方照射灯が併設されている。
この岩は、低潮線が与那国島と分離しているため、国際法上は厳密には与那国島とは別の島（岩）と考えられる。一方、地形的には与那国島と陸繋した小島・岩礁であり、干潮時に与那国島と接続する低潮高地が現れ、その際に離岸している部分も幅70 m程度しかない。報道では与那国島または西崎にある岩と表現されており、例えば共同通信は「沖縄県・与那国島にある岩」、八重山毎日新聞は「与那国島西崎にある岩」と報じている。

## 日本最西端
この岩の存在自体は以前から知られていたが、国土地理院の2万5千分の1地形図に初めて記載されたのは2019年6月のことである。
与那国島の2万5千分の1地形図が最初に作成されたのは1981年であるが、同地形図は原則として満潮時の面積が7.5 m2以上であることを掲載基準としており、2019年以前は、西崎沖には満潮時に海面下に隠れてしまう隠顕岩の範囲が記載されるだけで、トゥイシは名称も示されていなかった。また、1987年には、満潮時も水面上にある部分の測量が行われ、その結果は5千分の1地形図に記載されたものの、2万5千分の1地形図には記載されないままだった。
その後、2016年に与那国島に陸上自衛隊与那国駐屯地が設置されたことから、地形図の更新の必要が生じ、2017年7月に国土地理院が小型無人機（ドローン）などで調査した結果、この岩が大潮の満潮時も水面上にある水上岩であることが確認され、2019年3月に与那国町が地形図への追加を申請していた。
国土地理院は、日本の東西南北端を2万5千分の1地形図に基づいて決定しているため、同地形図への記載により西崎（北緯24度26分58秒、東経122度56分01秒）に代わってトゥイシが日本最西端の地点となり、日本の最西端は約110 m西に移動した。最西端の地点が変更されたのは、与那国島の2万5千分の1地形図が作成されて以降初めてである。
なお、領海や排他的経済水域 (EEZ) は低潮線に基づいて定められるが、海上保安庁では航空レーザー測量に基づき2016年6月24日に与那国島の海図をより詳細なものに改版しており、この際にトゥイシも海図に記載されていたため、国土地理院による最西端地点の変更は日本の領海やEEZには影響しない。
2011年には排他的経済水域等の基礎となる低潮線を有する離島に関する調査が行われ、与那国島は低潮線の「基点を有する離島・小島・低潮高地で、整理する特性について、一定程度の情報量があると予想されるもの。（区分ア）」と位置付けられた。
トゥイシや西崎などは排他的経済水域などの起点となる低潮線保全区域に該当するため、西崎には啓発の看板が設置され、2012年には沖縄総合事務局による低潮線の巡視が行われた。

## ギャラリー

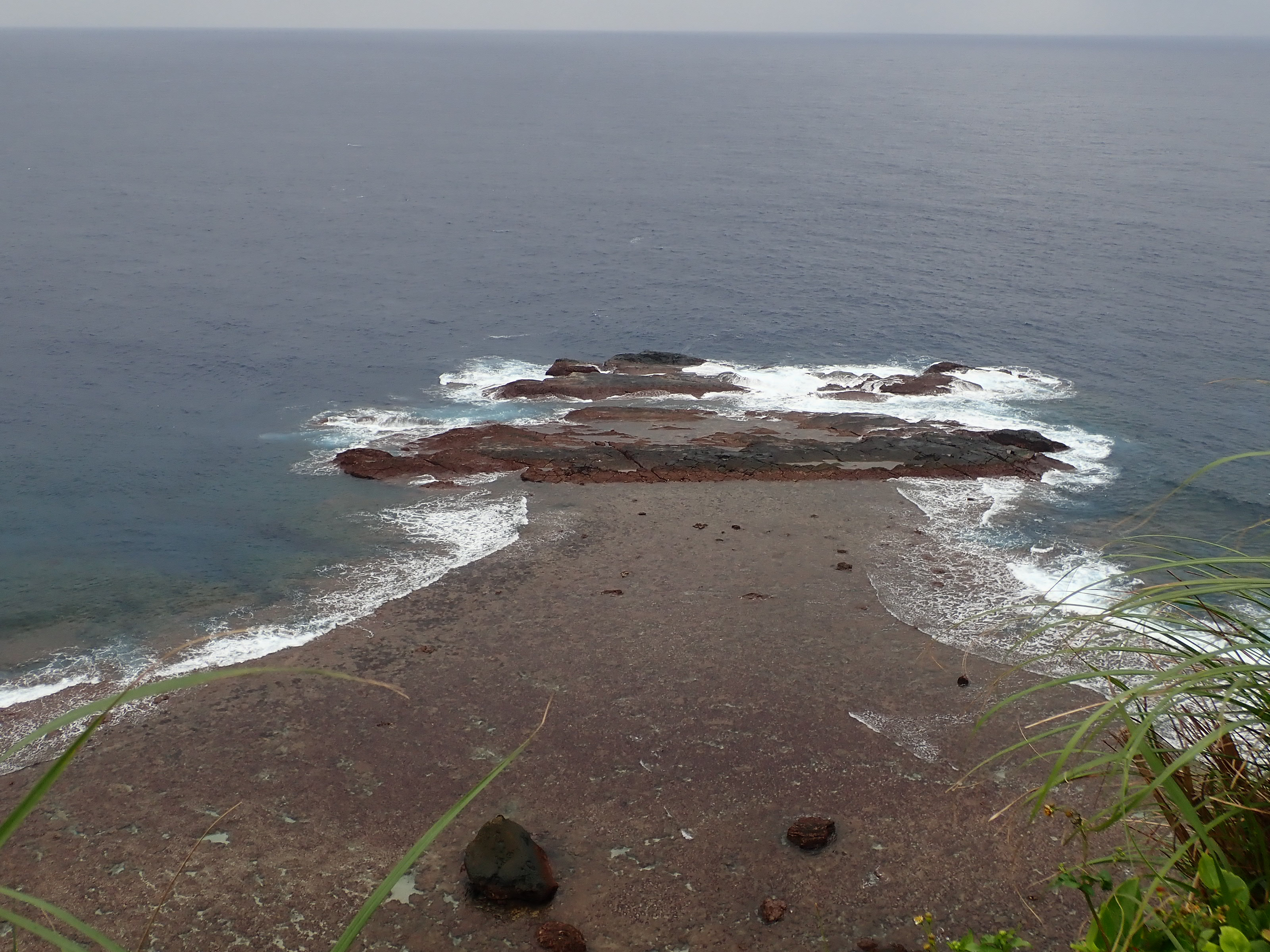
西崎から望むトゥイシ、干潮時
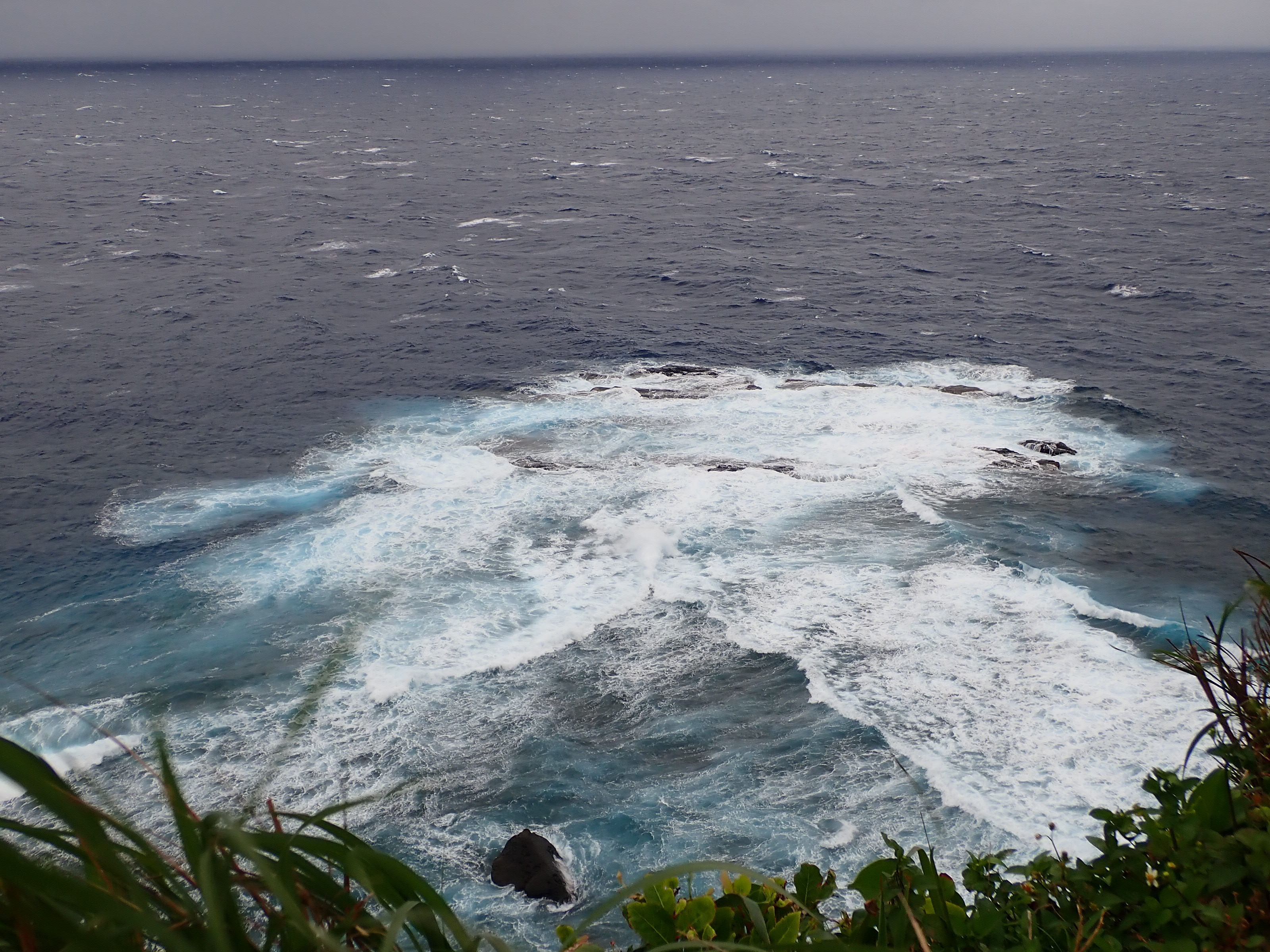
同満潮時
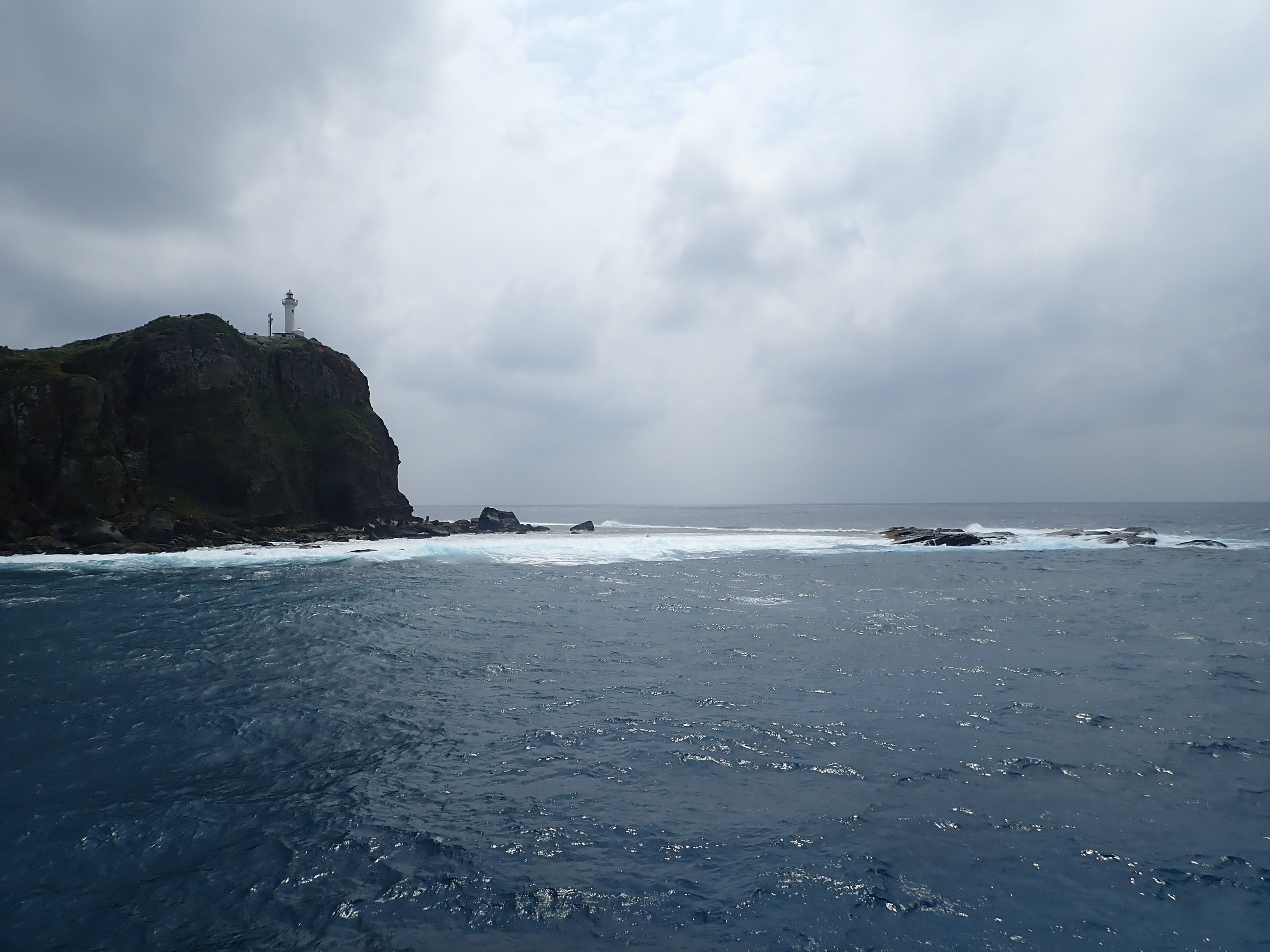
西埼灯台とトゥイシ